# Омикрон¹ Большого Пса
Омикрон¹ Большого Пса (лат. ο¹ Canis Majoris), 16 Большого Пса (лат. 16 Canis Majoris), HD 50877 — одиночная переменная звезда в созвездии Большого Пса на расстоянии (вычисленном из значения параллакса) приблизительно 1286 световых лет (около 394 парсеков) от Солнца. Видимая звёздная величина звезды — от +4,2m до +3,94m. Возраст звезды оценивается как около 18 млн лет.

## Характеристики
Омикрон¹ Большого Пса — оранжевый сверхгигант, пульсирующая медленная неправильная переменная звезда (LC) спектрального класса K3Iab или K2,5Iab. Масса — около 7,83 солнечных, радиус — около 212 солнечных, светимость — около 10425 солнечных. Эффективная температура — около 4015 К.